# Mosquée d'Agdam
La mosquée d'Agdam (en azéri : Ağdam məscidi) ou mosquée Juma (en azéri : Cümə məscidi) est un édifice religieux musulman situé dans la ville d'Agdam, en Azerbaïdjan. 

## Histoire
La mosquée a été construite par l'architecte Karbalayi Safikhan Karabakhi de 1868 à 1870 dans le style typique des mosquées de la région du Karabakh, caractérisé par la présence de galeries à colonnes de pierre sur deux étages et l'utilisation de plafonds en forme de coupoles. D'autres mosquées de ce style incluent la mosquée Barda, la mosquée Yukhari Govhar Agha à Choucha, une mosquée à Fizouli et une autre à Horadiz.
La mosquée est demeurée un des rares bâtiments encore debout dans la ville après la guerre du Haut-Karabagh entre 1992 et 1994. Après la prise d'Agdam par les forces arméniennes, la mosquée a cependant été vandalisée et utilisée comme étable. Le toit a disparu, tandis que des fenêtres, des portes, la décoration intérieure et le sol en marbre ont été saccagés ou détruits,,
Après la restitution d'Agdam à l'Azerbaïdjan le 20 novembre 2020, à la suite de la deuxième guerre du Haut-Karabagh, la première prière du vendredi après 28 ans est dirigée dans la mosquée par le dernier imam de celle-ci avec la présence de soldats azerbaïdjanais.
L'édifice fait l'objet d'un vaste chantier de restauration à partir de 2021, avec le soutien financier de la fondation Heydar Aliyev.

## Galerie

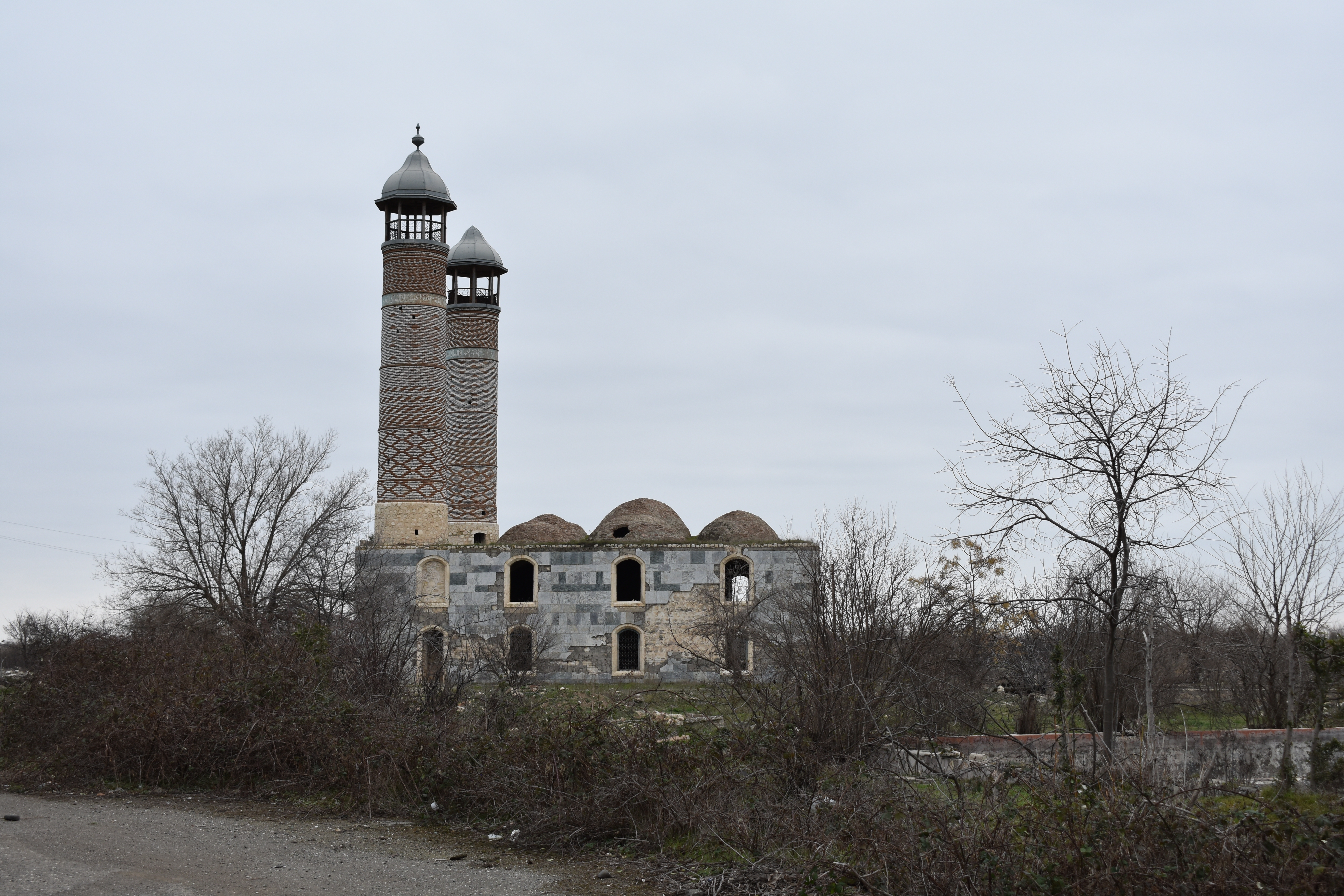
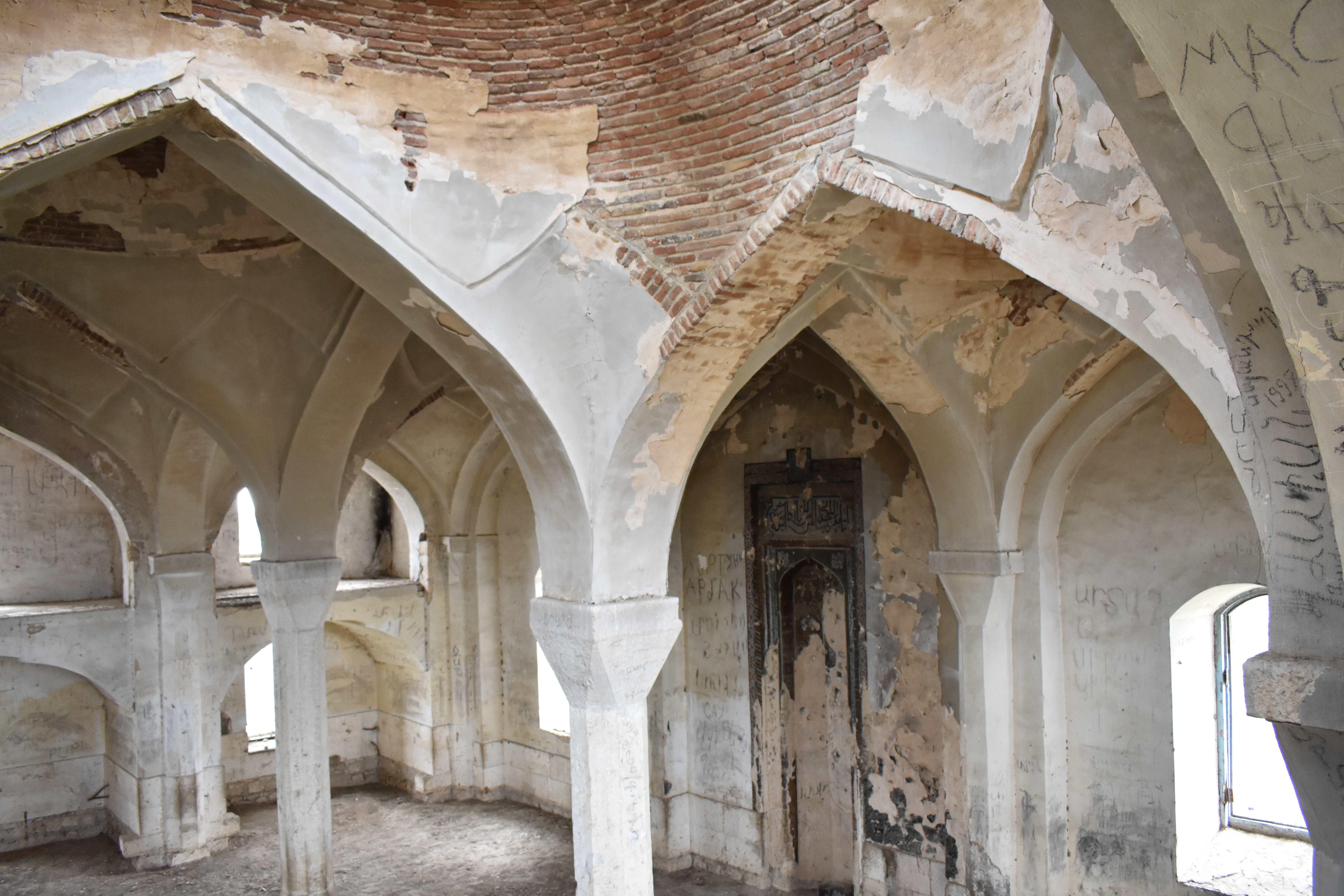
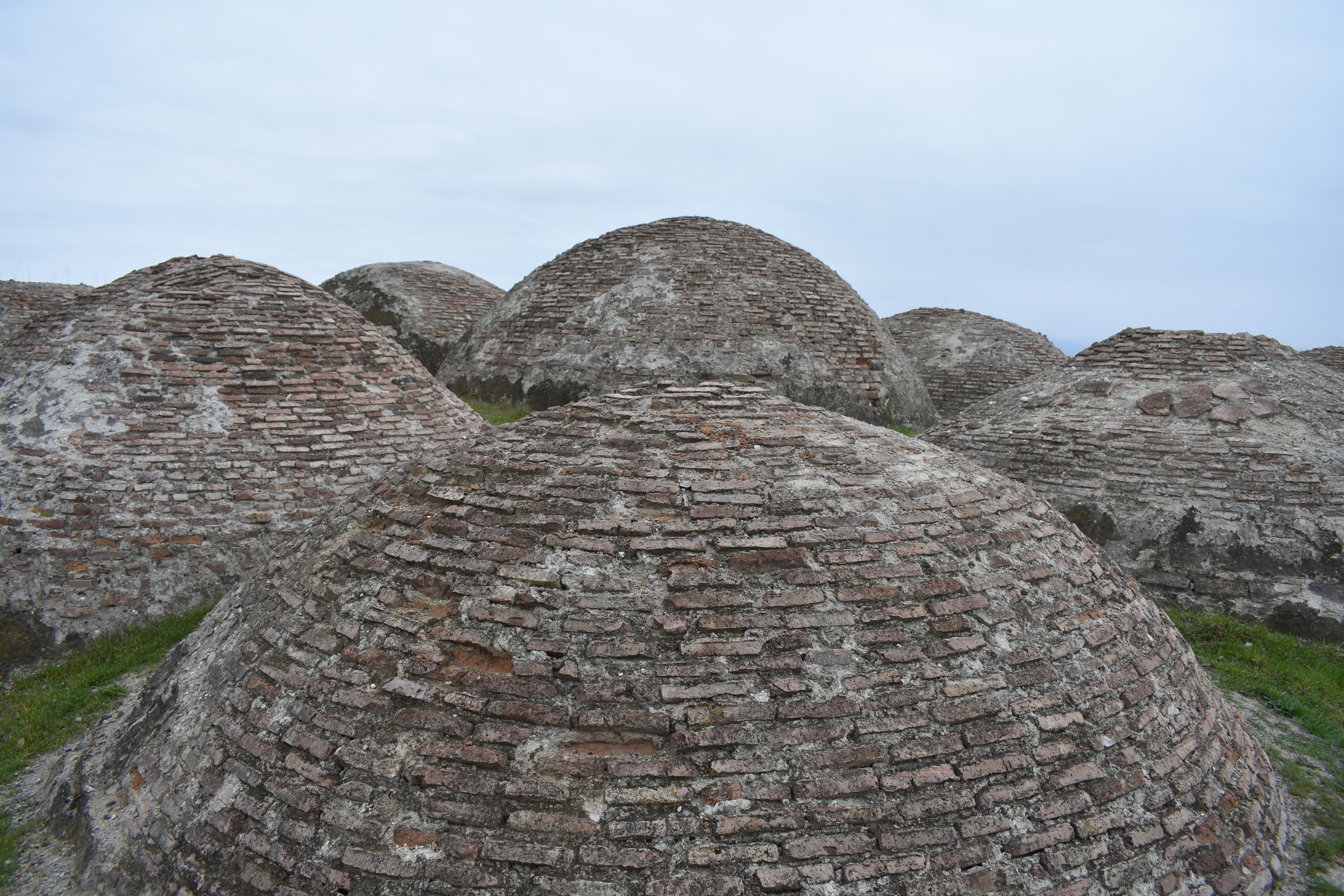
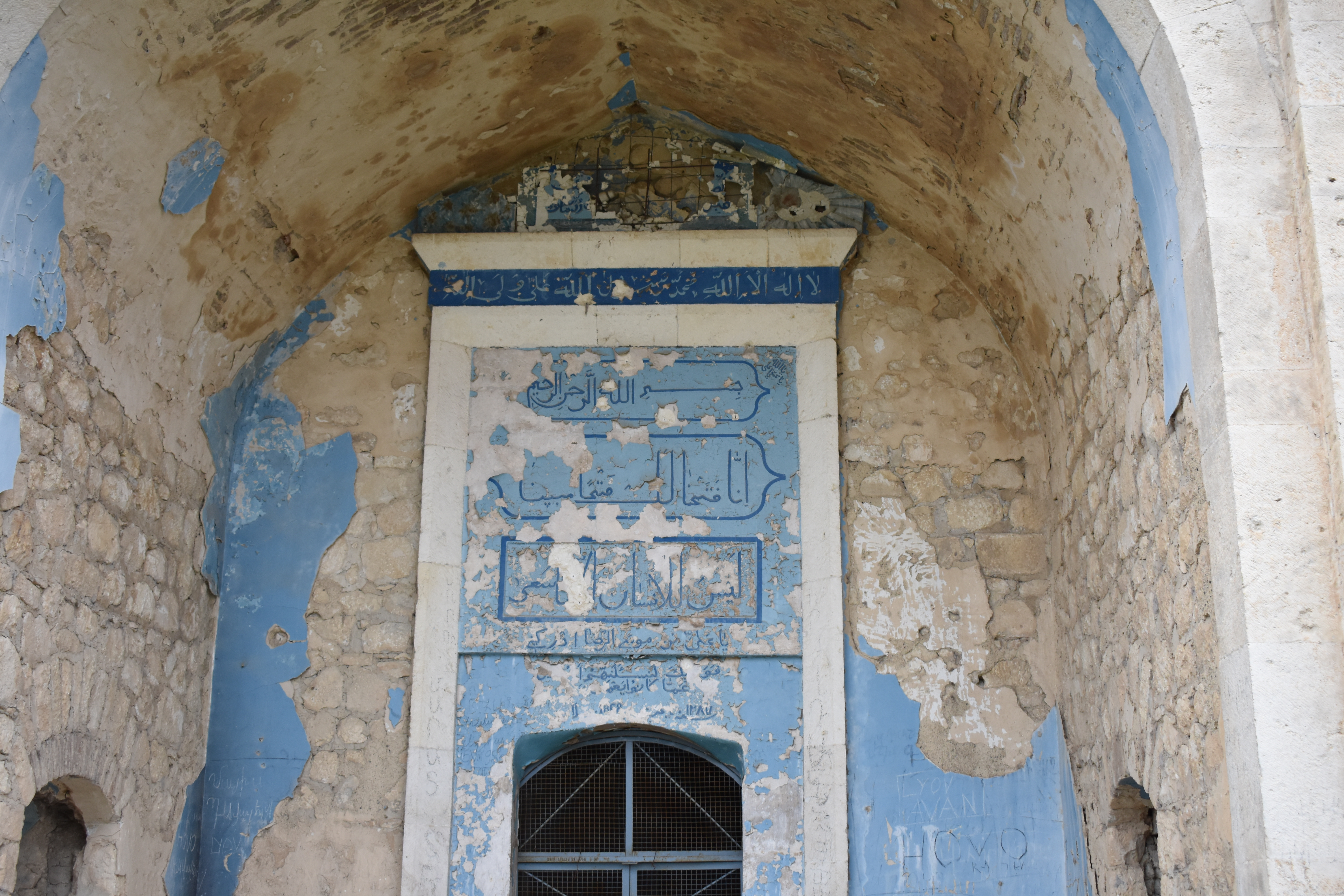